# Noppo
Noppo（ノッポ、1987年12月31日 - ）は、日本の元プロゲーマーである。東京都出身、本名は谷口純也（たにぐち じゅんや）。

## 人物
- 尊敬する人は岡本太郎。
- 初めてプレイしたFPSタイトルは、任天堂64の「ゴールデンアイ 007」、初めてプレイしたPC ゲームは2D-MMORPG 「Helbreath」。
- 好きなゲームはCounter-Strike、パワプロ、ウイニングイレブン、大乱闘スマッシュブラザーズ。
- 好きな歌手はケツメイシ、陳奕迅、David Guetta、Håkan Hellström。
- 好きな俳優は松田翔太、松田龍平、森山未来、松山ケンイチ。
- 好きな料理は日本食、中国料理、タイ料理。
- 好きな酒はビール、ウォッカ、白ワイン。
- 好きな漫画は闇金ウシジマくん、キングダム、テルマエ・ロマエ、浦安鉄筋家族。
- 好きな映画は"ショーシャンクの空に"、"Across The Universe"、"一期一会"、"シンドラーのリスト"、"ライフ・イズ・ビューティフル"。

## 経歴
1987年、東京都にて生誕。
2002年頃、高校入学が決まったと同時に親にPCを買ってもらう。PC ゲーム雑誌『LOGIN』に載っていたMMORPG『Lineage』をプレイするようになる。
2003年、ゲームセンター『LEDZONE』に通い、『Counter-Strike』のアーケード版『Counter-Strike NEO (CSNEO)』を始める。クラン「t.o.L.」に誘われ、始めてクランに加入。『CSNEO』の大会で優勝を重ねる。
2004年、『LEDZONE』の店員からの紹介で『Couter-Strike1.6』を始める。クラン「J」に加入。
2005年、大阪所在のゲーミングチーム「AggressiveGene (AXG)」に加入。初めてのLAN大会「ACON5」に出場。大阪に部屋を借り、プロ選手になるべくチームメイト達と7 ヶ月ほど共同生活をする。「World Cyber Games 2005」の国内予選に挑むが、当時国内無敗だったトップクラン「4DimensioN（4dN.PSYMIN）」を前に敗退。メンバー間の方向性の違いから「AXG」は解散し、東京に戻る。
2006年、「4DimensioN（4dN.PSYMIN）」に加入するも同年5月にチームが解散。Couter-Strikeが盛んなスウェーデンでの選手活動を目指す。スウェーデンに３ヶ月ホームステイ。世界最大のLANパーティー「DreamHack」に参加。10月、「4dN」の元メンバーを中心に新たに結成したチーム「PARANOID」で出場した国内予選で優勝し、10月18日～22日にイタリア・モンツァで行われた世界大会「World Cyber Games 2006」に日本代表として出場。
2007年、スウェーデンへ留学し、現地のチーム「afterlife.se」に加入する。
2008年、帰国後、世界を目指すための日本チームとして「Speeder」を結成。「ESWC: Electronic Sports World Cup 2008」の国内予選で優勝し、8月26日に米国カリフォルニア州・サンノゼで行われた本戦に日本代表として出場。ギリシャチームに勝つも敗退。同年12月5日～8日、中国・武漢市で行われた世界大会「IEF: International e-Sports Festival 2008」に日本代表として出場。
2009年、韓国・水原市で行われた世界大会「IEF: International e-Sports Festival 2009」に日本代表として出場。台湾に語学留学。5月3日～5日、国際大会「ESWC Asia Masters of Cheonan」に日本代表として出場。
2010年、台湾の大学に入学。「Speeder」を再結成。2010年～2011年、国際大会への日本チームの出場枠がなく活動が停滞するが、有志によって定例開催されていた国内のコミュニティ大会「Survival of the Fittest (SOF)」に参加し、第11回・第13回・第14回大会 で優勝する。2012年3月、「日本においてCS1.6の大会がない、また強いチームや世界大会予選もない」という理由からモチベーション等の理由で「Speeder」が活動休止となる。
2012年、ドイツの「MyRevenge」に加入。9月23日、「東京ゲームショウ 2012」内で行われた国際大会「Asia E-sports Cup 2012」にて、Counter-Strikeにおいて日本初となる国際大会優勝。決勝戦最終試合で発生した、「壁抜き」による4連続キルでのラウンドエースと、解説のQoofooRiN氏による「とんでもないプレイが出てますよ今」というコメントが有名。このクリップは、HLTVで拡散されて話題となり、世界のフラグムービー年間2位を獲得する。
2013年11月、『Counter-Strike: Global Offensive (CS:GO)』の大会「Various Challenge #7」で優勝。12月、「Various Challenge #8」で優勝。
2015年9月19日、「東京ゲームショウ2015」で行われた「現役プロゲーマーDeToNator 対 CS1.6レジェンドチーム CSGOエキシビションマッチ」に4dimensioNのメンバーで構成された"CS1.6レジェンドチーム"として参加。イベントの最後に、プロゲーミングチーム「DeToNator（DTN）」の『CS:GO』部門コーチに就任することを発表。2016年9月30日、コーチ退任。
2017年7月30日、元DTNの選手たちと組んだチーム「GTX Gaming」で「GeForce CUP: CS:GO Japan 2017」に出場し3~4位入賞。
2021年11月8日、株式会社Anvilが2021年9月に設立した『VALORANT』のプロチーム「Jadeite（JDT）」にヘッドコーチとして加入することを発表。

## 大会戦績

### Counter-Strike1.6
国際大会
- 2006-10-22  World Cyber Games 2006: Counter-Strike1.6 - 出場（PARANOID, 日本代表）
- 2008-08-26  ESWC: Electronic Sports World Cup 2008 - 17~21位 (Speeder)[15]
- 2008-12-08  IEF: International e-Sports Festival 2008 - 出場 (Speeder)
- 2009-11-01  IEF: International e-Sports Festival 2009 - 出場 (Speeder)
- 2009-05-05  ESWC: Electronic Sports World Cup Asia Masters of Cheonan - 13~16位 (Speeder, 日本代表)[15]
- 2012-09-23  Asia E-sports Cup 2012 - 優勝 (MyRevenge.jp)[15]
- 2015-08-30  TWC: The World Championships 2015 - Asian Qualifier - 9~12位 (Team Japan, 日本代表)[16][15]

国内大会
- 2006-09-03  World Cyber Games 2006: Counter-Strike1.6 日本予選 - 優勝 (Paranoid)[4]
- 2006-12-10  CSCTL Season1 1stトーナメント - 優勝 (Deadline)[17]
- 2007-03-19  CSCTL Season2 1stトーナメント - 優勝 (Speeder)[18][19]
- 2007-07-02  BIGLAN ONLINE CSCTL Season3 - 優勝 (Speeder)[20]
- 2008-07-26  ESWC: Electronic Sports World Cup 2008 日本予選 - 優勝 (Speeder)[21]
- 2010-12-04  Survival of the Fittest (SOF) 第11回大会 Expert - 優勝 (Vae Victis)[6]
- 2011-06-19  Survival of the Fittest (SOF) 第13回大会 Expert - 優勝 (Speeder)[7]
- 2011-08-28  Survival of the Fittest (SOF) 第14回大会 Expert - 優勝 (Speeder)[8]

### Counter-Strike: Global Offensive
国内大会
- 2013-11-24  Various Challenge #7 - 優勝 (ANTiQUE)[22]
- 2013-12-14  Various Challenge #8 - 優勝 (ANTiQUE)[23]
- 2017-07-30  GeForce Cup: Japan 2017 - 3~4位 (GTX Gaming)[13]

## 出演

### 大会解説
- GALLERIA GAMEMASTER CUP 2017 CS:GO（解説者、2017年9月16日～17日）
- GALLERIA GAMEMASTER CUP 2018 CS:GO（解説者、2018年9月29日～30日）
- GALLERIA GLOBAL CHALLENGE 2019 CS:GO（解説者、2019年9月22日～23日）
- UTAGE CS:GO Japan League Season 1（解説者、2019年3月15日）
- UTAGE CS:GO Japan League Season 2（解説者、2019年7月20日）
- UTAGE VALORANT Season1（主催・運営、Twtich、2020年8月21日～30日）
- UTAGE VALORANT Season2（主催・運営、Twtich、2020年12月8日～10日）
- UTAGE VALORANT Season3（主催・運営、Twtich、2021年10月19日～21日）

### テレビ番組
- プロゲーマーをめざす若者たち（フジテレビ「NONFIX」、2006年5月4日）
- スカパー！× e スポーツ｢Road to ESWC｣（スカパー!・Ch.182 スカチャン182、2008年10月18日）

### 新聞記事
- スウェーデンに「ゲーム留学」世界見た先駆者の葛藤 eスポーツ 熱狂の正体(4)（日本経済新聞、2019年11月24日）[5]